# Bully (film, 2011)
Pour les articles homonymes, voir Bully.
Pour plus de détails, voir Fiche technique et Distribution.
Bully (initialement intitulé The Bully Project) est un film documentaire américain réalisé par Lee Hirsch (en), sorti en 2011. 
Ayant pour thème le problème du harcèlement dans les écoles américaines, le film suit le quotidien de cinq adolescents victimes de harcèlement à l'école. 
Sur le site officiel du film, les cinéastes font la promotion de Bully comme un outil de sensibilisation contre le harcèlement important et à une aide à la création d'un mouvement anti-intimidation.. Contrairement aux objectifs du cinéaste, le film a souffert d'un manque d'accessibilité dans les cinémas en raison de notes MPAA controversés et sa sortie en DVD tardive. Le film est sorti en Blu-ray et DVD le 12 février 2013 avec une version déconseillée aux moins de 13 ans.

## Contenu
Le documentaire suit des élèves d'écoles publiques des États de Géorgie, Iowa, Texas, Mississippi et Oklahoma durant l'année scolaire 2009-2010, ainsi que leurs familles. Le film met particulièrement l'accent sur les décès de Tyler Long et Ty Smalley, victimes de harcèlement scolaire ayant commis un suicide. Le film décrit en détail comment l'élève américain moyen ne peut pas se défendre contre les moqueries.

## Synopsis
Ce documentaire a pour sujet cinq adolescents et les différents types de harcèlement ou d'intimidation qu'ils ont subis. Le film fait des va-et-vient entre les adolescents pour décrire leur vie. Le film commence par raconter l'histoire de Tyler Long et de sa mort. Le père de Tyler nous parle des problèmes relationnels de son fils et il avait toujours su que Tyler pourrait être victime de harcèlement. M. Long raconte comment des enfants ont pris ses vêtements pendant qu'il était sous la douche après un cours de sport, le forçant à sortir nu. Ils l'ont aussi enfermé dans des casiers et agressé verbalement. Ces actions auraient conduit Tyler au suicide en 2009 à l'âge de 17 ans. C'est sa mère l'a trouvé pendu dans le placard de sa chambre avec une note sur le lit.
Alex, treize ans, est interrogé sur sa famille et sa nervosité à l'idée de retourner à l'école, à cause des problèmes qu'il a pour se faire des amis. Le caméraman le suit à l'arrêt de bus et dans le bus, où le harcèlement commence et ne s'arrête pas. On peut voir le garçon assis à côté de lui dans le bus le menacer violemment. À l'école, la caméra filme des cas de harcèlement qui ne concernent pas directement Alex, mais montrent le principal de l'école en être témoin et simplement dire aux enfants qu'ils doivent bien s'entendre, sans faire grand-chose afin d'y mettre un terme. Un garçon nommé Cody est sorti de cours afin de parler de l'intimidation dont il a été victime au déjeuner, mais ceci a été tout simplement organisé par l'école pour donner l'apparence de tenter de régler le problème sans délai.
Kelby est une jeune adolescente qui a fait son coming-out publiquement. Elle déclare qu'elle n'est la bienvenue nulle part, en raison des croyances religieuses et sociales de la ville. Kelby déclare que, alors qu'elle marchait dans la rue, un groupe de garçons la renversa avec une mini-fourgonnette et ne ralentit pas, sachant qu'il s'agissait d'elle. Kelby admet qu'elle a eu recours à l'automutilation et a tenté de se suicider trois fois. La famille mentionne que lorsque Kelby a révélé son homosexualité, les gens dont ils étaient proches ont cessé de leur parler. Pendant l'année scolaire, les autres élèves l'auraient harcelée, intimidée, et ignorée. Elle mentionne que même les enseignants l'auraient menacée de l'exclure d'activités, en l'inscrivant par exemple sur une liste d'appel différente. Ses parents lui ont proposé de déménager plusieurs fois, mais Kelby refuse déclarant : « Si je pars, ils gagnent ».
Ja'Meya est une adolescente de 14 ans qui vit avec sa mère. Elle était élève à l'école de Yazoo County, Mississippi. Ja'Meya, basketteuse talentueuse, a obtenu son diplôme avec mention. Les autres adolescents l'ont harcelée et s'en sont pris à elle pendant un certain temps. Malgré cela, Ja'Meya avait pour projets de rejoindre la marine afin d'aider sa mère. Elle explique qu'un jour, elle en a finalement eu assez et a pris l'arme de sa mère à l'école pour tenter d'intimider ses tyrans et de les convaincre de la laisser tranquille. Elle a cependant été plaquée au sol par un autre élève et arrêtée par la police.
Les parents de Tyler ont utilisé la mort de leur fils afin de se concentrer sur la question du harcèlement dans les écoles de leur ville. Ils ont tenu une assemblée, pour essayer de montrer aux écoles et aux agents de police la gravité de ce problème et y trouver des solutions. Les administrateurs scolaires ont estimé qu'il « fallait que jeunesse se fasse » et les enseignants « haussaient les épaules », sans vraiment prendre de position sur le problème, alors qu'ils étaient au courant du problème de harcèlement qui avait lieu en classe. Au cours de l'assemblée, la famille de Tyler s'arrange pour qu'un autre enfant, Devon, qui a lui-même été harcelé dans le passé, parle du harcèlement qui se produit au sein de l'école et comment les enseignants n'y font pas attention.
On repasse à Ja'Meya et nous explique que les charges retenues contre elle seront abandonnées, si elle accepte d'être détenue dans un hôpital psychiatrique pendant 3 mois. Après cela, elle sera autorisée à rentrer à la maison, sauf si un médecin indique le contraire.
Ty Smalley est enfant qui a été victime de harcèlement sans relâche jusqu'à ce qu'il se suicide à l'âge de 11 ans. Les responsables de l'école affirment que le harcèlement n'est pas responsable de son suicide, même si son ami dit le contraire. Trey, son meilleur ami, affirme que Ty était extrêmement triste la dernière fois qu'il l'a vu. Des images de l'enterrement de Ty sont montrées. On y voit ses parents, "border leur bébé une dernière fois." Trey est submergé par l'émotion et pleure au cercueil de Ty. Il explique plus tard qu'il était un tyran quand il était en deuxième année, mais qu'en grandissant, il a réalisé le mal qu'il a fait aux autres. Il mentionne que quand il a essayé de défendre Ty, ce dernier lui disait toujours : « ils ne valent pas la peine » ou « ne soit pas comme eux » convainquant Trey de laisser tomber.
Durant la scène suivante, on peut voir Kelby plutôt heureuse de parler de la pluie avec sa petite amie du moment. Elle déclare qu'elle ne serait pas ici, ou en mesure d'aller à l'école, sans le soutien de ses amis et sa petite amie. Elle refuse de la laisser les tyrans « gagner ».
On voit Alex victime de harcèlement dans le bus scolaire. Il y est « poignardé » avec un stylo, frappé, et menacé. Il prétend ne plus rien ressentir. Les cinéastes, inquiets du bien-être d'Alex, montrent les images aux administrateurs scolaire et à ses parents, et quand ses parents confrontent les administrateurs, une poignée d'étudiants sont punis par une interdiction de voyager dans le bus scolaire. Pendant les efforts de l'école pour agir, les élèves sont montrés en train de mentir sur ce qui s'est passé. Alex se voit dire qui s'il est à nouveau victime de harcèlement de le reporter à quelqu'un. Alex affirme qu'il n'en sera rien car durant sa 6e année, il avait déjà signalé le harcèlement dont il était victime à des adultes qui n'y ont rien fait.
Quelques mois plus tard Ja'Meya rentre chez elle avec sa mère. Elle est heureuse d'être de retour à la maison et s'étonne de comment tout semble différent.
C'est le dernier jour de Alex de l'école. On voit les autres étudiants respectueux envers lui, signer son T-shirt et rire avec lui. Les parents de Kelby l'ont retiré de l'école après que, le jour de son retour, tous les élèves ont tiré leurs bureaux pour être loin d'elle, prouvant que rien n'avait changé. Plus tard, la famille de Tyler est vue animant des rassemblements de prise de conscience pour les enfants du monde entier qui se sont suicidés à cause du harcèlement qu'ils ont subi à l'école. Ils créent un groupe en ligne et rencontrent d'autres parents dont les enfants ont connu un sort similaire. Ils commencent un service commémoratif appelé « Stand for the Silent » (Hommage pour les silencieux) pour aider à atteindre les enfants et les adultes qui sont ou ont été victimes de harcèlement et de résoudre le problème ensemble.
Kelby, présente à cette manifestation, montre son soutien aux enfants disparus. Les parents de Ty lâchent des groupes de ballons pour symboliser les vies perdues dans tout le pays. Ils donnent des bracelets pour aider à la sensibilisation de cette cause. Le père de Ty se tient devant la foule pour donner un discours, dans lequel il affirme qu'il luttera contre le harcèlement toute sa vie, parce que « [son] fils aura de 11 ans pour toujours. »

## Fiche technique
- Réalisation : Lee Hirsch (en)
- Producteur : Cynthia Lowen (en), Lee Hirsch (en), Cindy Waitt et Noah Warren
- Scénario : Cynthia Lowen (en)
- Musique : Ion Furjanic, Justin Rice (en) et Christian Rudder (en)
- Montage : Lindsay Utz, Jenny Golden et Enat Sidi
- Photographie : Lee Hirsch (en)
- Société de production : Cinereach (en)
- Société de distribution : The Weinstein Company
- Sortie : États-Unis : 23 avril 2011 (Festival de Tribeca), 30 mars 2012 (nationale)
- Durée : 99 minutes
- Pays d'origine :  États-Unis
- Langue : anglais
- Box office : $3.6 million

## Production
Le réalisateur du film, Lee Hirsch (en), victime de harcèlement quand il était enfant, a décidé de faire un documentaire afin que le vie cachées d'enfants victimes de harcèlement soit révélée au grand jour Il a approché l'organisation à but non lucratif Fractured Atlas, qui l'a aidé à financer le film. Un financement supplémentaire important a été fourni par le Sundance Institute Documentary Fund, le Fledgling Fund, BeCause Foundation and Gravity Films. La musique du film a été composée par Ion Michael Furjanic (ancien membre du groupe Force Theory) et le groupe indie Bishop Allen.
Lors d'une projection à Minneapolis en septembre 2011, Hirsch dit à l'auditoire que, le harcèlement dont il a été victime enfant, l'a inspiré pour le film.. Dans une entrevue avec le site internet d'information Twin Cities après la projection, Hirsch a ajouté : "Je pense que la partie la plus difficile du harcèlement était communiquer et obtenir de l'aide. Je ne pouvais pas obtenir le soutien des gens. Ils disaient des choses comme "ce n'est qu'une mauvaise passe"; même mon propre père et ma propre mère.Ils ne me soutenaient pas.Cela a été une grande partie de ma motivation pour faire ce film". Ça a été liberateur." Hirsch a déclaré qu'il espérait que le film se développe bien au-delà de lui, inspirant la défense, l'engament et la responsabilisation, pas seulement de la part des personnes qui sont victimes de harcèlement et de leurs familles, mais aussi de ceux d'entre nous qui trop souvent sont témoins mais ne réagissent pas. Il a déclaré, "j'espère nous construirons quelque chose de vraiment durable. j'espère que ça prendra vie".

## NotationMPAA
Le 27 février 2012, une pétition en ligne sur le site internet Change.org a été créée, adressé au directeur général de la  Motion Picture Association of America (MPAA) afin de réduire du film la note "R" (en raison d'une langue comme le montre l'affiche) à PG-13, parce que la cote R empêcherait le public visé de voir le film. Au 15 mars 2012, Butler avait recueilli plus de 300.000 signatures, mais la MPAA d'abord hésité à faire le changement. Joan Graves de la MPAA a déclaré que, bien que Bully est un "merveilleux film", la responsabilité principale de l'organisation est de fournir des informations aux parents sur le contenu des films,.
Le 26 mars 2012, La Weinstein Company a annoncé que Bully sortirait en version non censurée, pour protester contre la décision du MPAA. Comme AMC, Cinemark,  Et beaucoup d'autres chaînes de cinémas américaine ont des politiques de restriction contre la projection de films non censurés cette mesure à limiter la projection du film à des cinémas spécialisées dans les films d'art et d'essai et des cinémas privés. Malgré cela, la chaîne de cinémas AMC a annoncé qu'elle autoriserait les mineurs à voir le film avec une autorisation signée par un parent ou un tuteur légal. Le groupe Regal Cinemas a déclaré qu'il projetterai; cependant il serait interdit aux mineurs non accompagnés d'un adulte.
Au Canada (où chaque province établit sa propre notation), en date du 30 mars 2012, Bully avait reçu seulement PG ratings (de la part de six des dix provinces: l'Alberta, la Colombie-Britannique, Manitoba, Ontario, Québec et Saskatchewan) sans aucune restriction d'âge, mais seulement un avertissement pour langage grossier,..
En avril, la Weinstein Company a conclu un accord avec la MPAA. Après que le langage du film a été modéré, ce dernier a reçu une nouvelle qualification du PG-13 (pour matériel à thématique intense, contenu dérangeant et un langage grossier, tous impliquant des enfants), ce qui signifie que les enfants de tout âge pourraient regarder le film sans la présence d'un adulte. La Weinstein Company a ensuite annoncé que la version PG-13 censuré de Bully sortirait dans les cinémas américain le 13 avril 2012,. Le film a été projeté dans 265 cinémas. 

## Sortie
Bully a été présenté en avant première au Festival de Tribeca, de 2011. Le film a également été projeté au Festival international canadien de documentaire et au LA Film Festival.
La première mondiale de Bully a eu lieu le 17 juillet 2011 au Ischia Film Festival en Italie. Bully a été racheté par The Weinstein Company immédiatement après sa diffusion au Festival de Tribeca. Le film est sorti dans salles obscures américaines le 30 mars 2012.

## Réception

### Accueil critique
Bully a reçu un accueil favorable des critiques. Le site de critiques cinématographiques Rotten Tomatoes rapporte que 85 % de critiques ont donné au film un avis positif basé sur 127 commentaires, avec une note moyenne de 7,1 / 10, notant le film « Certified Fresh » (Fraîcheur certifiée), note la plus haute sur le système de notation de site Web. Sur le site internet Metacritic, le film a reçu une note moyenne de 74/100, basé sur 33 avis, ce qui signifie « avis généralement favorables ».
Roger Ebert a déclaré que « Bully est un documentaire sincère, mais n'est pas excellent. Nous sentons de la sympathie envers les victimes et leurs parents ou amis, mais le film semble traiter le harcèlement comme un problème sans solution. »
Le film a été parodié dans l'épisode de  South Park intitulé Couilles molles, comprenant une scène dans laquelle Kyle demande à Stan (qui a créé un documentaire anti-harcèlement) : « S'il faut que cette vidéo soit vu par tout le monde, pourquoi ne la mettez-vous pas sur Internet gratuitement ? » à laquelle Stan n'a pas de réponse.